# Luci Plauci Hipseu (pretor de la Citerior)
Luci Plauci Hipseu (en llatí Lucius Plautius Hypsaeus) va ser un magistrat romà del segle ii aC. Formava part de la gens Plàucia, una gens romana d'origen plebeu.
Va ser pretor l'any 189 aC. Com a província li va correspondre la Hispània Citerior. Titus Livi en parla a la seva Història de Roma. Un probable fill seu, també amb el nom de Luci Plauci Hipseu, va ser pretor de Sicília segurament l'any 134 aC.